# Dobri Dol, Sopište
Dobri Dol (makedonska: Добри Дол) är en ort i Nordmakedonien. Den ligger i kommunen Sopište, i den centrala delen av landet, 8 kilometer söder om huvudstaden Skopje. Dobri Dol ligger 447 meter över havet och antalet invånare är 476.